# 趙小銳
赵小锐（1956年7月28日—），中国男演员，1978年考入中国青年艺术剧院作为话剧演员，因出演《水浒传》的李逵为观众熟知。代表作电影《少林俗家弟子》、《一个和八个》的大秃子、电视剧《水浒传》的李逵。

## 话剧作品
- 《获虎之夜》
- 《红鼻子》
- 《樱桃时节》
- 《好戏连台》

## 电影作品
- 《豺狼计划》
- 《别无选择》
- 1983年 《少林俗家弟子》
- 1983年 《一个和八个》 大秃子
- 1986年 《草莽英雄》
- 1987年 《闪电行动》
- 1988年 《神秘的女人》
- 1989年 《独行客》
- 1991年 《烈火金刚》
- 1991年 《决战之后》
- 1991年 《驼路神挂女》
- 1992年 《黑山路》
- 1993年 《刑警荣誉》
- 1993年 《炮打双灯》
- 1993年 《冲出死亡营》
- 1993年 《独龙纹面女》
- 2001年 《平原枪声》

| 首映年份 | 劇名                                 | 角色     |
| 2015年   | 《解救吾先生》                       | 张国正   |
| 2017年   | 《怪笑少女》(網絡電影)               |          |
| 2018年   | 《占芭花开》                         | 沈翔父亲 |
| 2018年   | 《江湖英雄联盟之血瞳杀机》(網絡電影) | 阎魔     |
| 2018年   | 《天网狼蛛》(網絡電影)               | 魏兆丰   |
| 2019年   | 《特警队》                           | 张海强   |
| 2020年   | 《大河向东流之沁源故事》             | 郭大河   |
| 2020年   | 《英雄连》                           |          |

## 电视作品
| 首播年份 | 劇名                   | 角色           |
| 1994年   | 《天桥梦》             | 崔八万         |
| 1997年   | 《水浒传》             | 李逵           |
| 2001年   | 《大宅门》             | 郑老屁         |
| 2001年   | 《生死锐变》           | 江克           |
| 2002年   | 《宅门逆子》           |                |
| 2002年   | 《干部》               | 常金鹏         |
| 2002年   | 《夢斷紫禁城》         | 勇泰           |
| 2002年   | 《汉光武大帝》         | 劉縯           |
| 2004年   | 《红旗渠的儿女们》     |                |
| 2004年   | 《反黑使命》(使命)     | 牛明           |
| 2004年   | 《虎胆雷霆》           |                |
| 2004年   | 《萍踪侠影》           | 潮音和尚       |
| 2005年   | 《小鱼儿与花无缺》     | 慕容无敌       |
| 2005年   | 《无限生机》           | 藏东生（客串） |
| 2005年   | 《吕梁英雄传》         | 犬养太君       |
| 2005年   | 《大汉天子2》          | 浑邪王         |
| 2007年   | 《黑白人生》           |                |
| 2007年   | 《我在天堂等你》       | 郑大河         |
| 2007年   | 《乔省长和他的女儿们》 | 谭久年         |
| 2008年   | 《鹿鼎记》             | 茅十八         |
| 2008年   | 《少林寺传奇》         | 程咬金         |
| 2012年   | 《疯狂倒计时》         | 洪剑阳         |
| 2014年   | 《北平无战事》         | 陈继承         |
| 2015年   | 《老炮儿》(网络剧)     | 老货           |
| 2016年   | 《吉鸿昌》             | 阮静怀         |
| 2016年   | 《人民检察官》         | 假邢志三(客串) |
| 2018年   | 《利刃出击》           | 虎鲸           |
| 2018年   | 《阳光下的法庭》       | 刘建业         |
| 2018年   | 《铁血殊途》           |                |
| 2018年   | 《斗香》               | 馬市長         |
| 2019年   | 《希望的大地》         | 马守民         |
| 2019年   | 《动物管理局》(网络剧) | 王黑雄         |
| 2019年   | 《重耳传奇》           | 翟圖           |
| 2020年   | 《热血同行》           | 芮臻           |
| 2020年   | 《东四牌楼东》         | 孙殿英         |
| 2021年   | 《大宋宫词》           | 潘伯正         |
| 2021年   | 《扫黑风暴》           | 曹鹏           |
| 2021年   | 《民警老林的幸福生活》 | 彭總(客串)     |
| 2022年   | 《人世间》             | 杜德海         |